# 4000e à 3001e millénaires avant le présent
Aube de l'humanité |

4000e à 3001e millénaires avant le présent
|
3000e à 2501e millénaires AP |
2500e à 2001e millénaires AP |
2000e à 1501e millénaires AP

Cet article traite de l’histoire évolutive de la lignée humaine entre 4 et 3 millions d’années avant le présent (AP). Cette époque voit le développement et la radiation évolutive des Australopithèques, en Afrique de l'Est, en Afrique australe et au Tchad. Aucun fossile d'hominine n'est à ce jour connu hors d'Afrique pendant cette période.

## Évènements

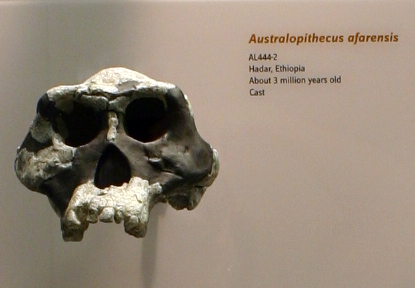
AL 444-2, un Australopithecus afarensis de 3 Ma découvert en 1991 en Éthiopie.

- De 3,9 à 3 millions d’années avant le présent (AP) : Australopithecus afarensis vit en Afrique de l'Est. Découvert en 1974 en Éthiopie, dans la région de l’Afar, et en Tanzanie, à Laetoli, Australopithecus afarensis montre par son bassin et ses membres inférieurs une bipédie affirmée, et par ses membres supérieurs une capacité arboricole encore présente. Il a un cerveau un peu plus gros que celui des chimpanzés (environ 400 à 500 cm3). Chez certains individus, les canines sont un peu plus hautes que celles des hominines plus récents. Aucun outil n’a été découvert associé aux fossiles de cette espèce.
- 3,9 millions d’années AP : un fragment d'os frontal daté de 3,9 millions d'années est considéré comme le plus ancien vestige fossile connu de l'espèce Australopithecus afarensis[1],[2].
- 3,8 millions d’années AP : un crâne fossile presque complet découvert en 2016 par Yohannes Haile-Selassie à Woranso-Mille (de), en Éthiopie, et daté de 3,8 millions d'années, est attribué en 2019 à l'espèce Australopithecus anamensis. Ce fossile, identifié par sa mâchoire et par sa denture, montre une faible capacité endocrânienne (environ 370 cm3) et un fort prognathisme. Il confirme l'existence de deux espèces distinctes, A. anamensis et A. afarensis, qui auraient coexisté en Afrique de l'Est pendant au moins 100 000 ans[1],[2].

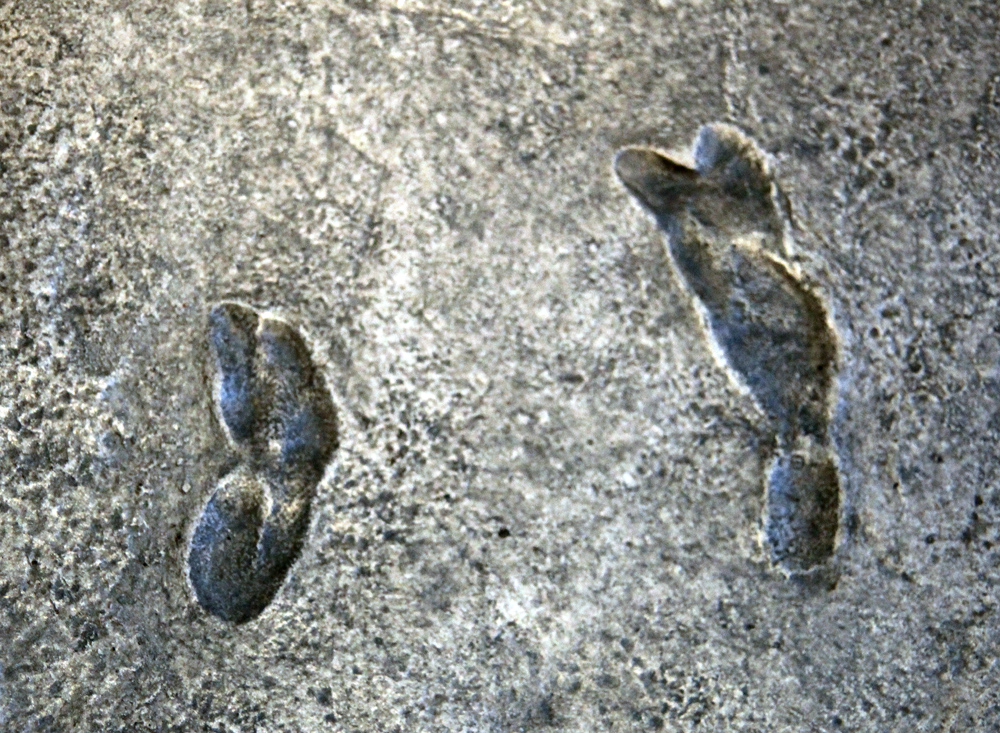
Traces de pas de Laetoli (3,66 Ma).

- 3,67 millions d’années AP :  Little Foot, un Australopithecus prometheus, au squelette fossile presque complet, fait une chute mortelle dans une cavité de Sterkfontein, en Afrique du Sud. C'est le plus ancien spécimen d'hominine connu en Afrique australe[3].
- 3,66 millions d’années AP : la bipédie des hominines est attestée par les traces de pas fossilisées découvertes en 1976 par Mary Leakey à Laetoli, en Tanzanie, attribuées à des Australopithèques. Les empreintes semblent montrer l'absence d'une voute plantaire telle qu'on la trouvera plus tard chez Homo ergaster[4].
- 3,6 millions d'années AP : début du Plaisancien, dernier étage géologique du Pliocène, qui s'achève il y a 2,58 millions d'années.
- 3,6 millions d’années AP : Abel est le nom donné à la mandibule fossile fragmentaire d'un Australopithecus bahrelghazali, découverte en 1995 par Michel Brunet à Koro Toro, au Tchad. C'est le seul Australopithèque connu en Afrique centrale[5].
- 3,58 millions d'années AP : Kadanuumuu, découvert en 2005 par Yohannes Haile-Selassie dans l'Afar, en Éthiopie, est le plus ancien fossile connu conséquent de l'espèce Australopithecus afarensis[6].

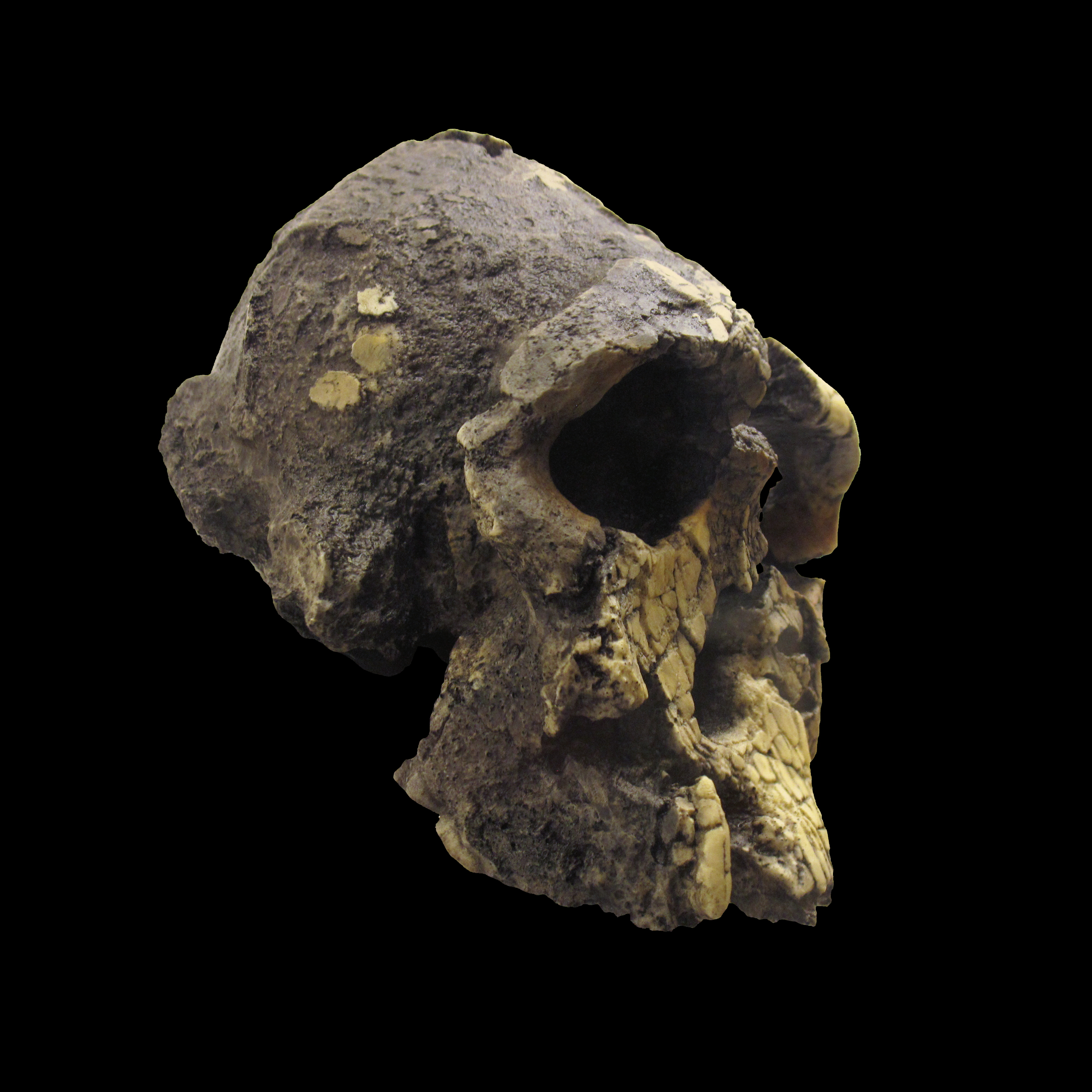
Kenyanthropus (3,5 Ma).

- 3,5 millions d’années AP : Kenyanthropus (« homme à face plate du Kenya »), découvert en 1999 à l'ouest du lac Turkana par Meave Leakey, pourrait être l'ancêtre du genre Homo en lieu et place des Australopithèques.
- 3,4 millions d’années AP : Australopithecus deyiremeda, découvert en 2011 par Yohannes Haile-Selassie dans l'Afar, en Éthiopie, a vécu à la même époque et dans la même région qu'Australopithecus afarensis.
- 3,39 millions d’années AP : des fossiles d'ongulés portent des marques de découpe à Dikika, en Éthiopie. Ce sont les plus anciennes traces de charognage connues, peut-être laissées par Australopithecus afarensis[7].
- 3,33 millions d’années AP : Selam, une fillette de 3 ans de l'espèce australopithecus afarensis, découverte en 2000 par Zeresenay Alemseged dans l'Afar, en Éthiopie, est le plus ancien fossile d'enfant hominine trouvé à ce jour[8].
- 3,3 millions d’années AP : le site de Lomekwi 3, découvert en 2012 par Sonia Harmand à l'ouest du lac Turkana, au Kenya, livre des outils de pierre taillée, les plus anciens outils préhistoriques connus. Le site n'a pas livré d'ossements fossiles associés aux vestiges lithiques ; Australopithèques et Kenyanthropus vivaient à proximité[9]. Les Lomekwiens vivaient dans un environnement forestier, à proximité de la savane.
- 3,18 millions d’années AP : Lucy, un squelette fossile complet à 40 % d'Australopithecus afarensis, est découverte en 1974 par Donald Johanson et Yves Coppens à Hadar, dans la basse vallée de l’Awash, en Éthiopie. C'est le premier fossile ancien relativement complet qui ait été découvert en Afrique, ce qui explique sa notoriété.